# Bürgerhospital (Stuttgart)
Das Bürgerhospital war ein Krankenhaus in der baden-württembergischen Landeshauptstadt Stuttgart und wurde als Eigenbetrieb der Stadt geführt. Es gehörte zum Klinikum Stuttgart, in dem seit 1999 die vier städtischen Krankenhäuser Katharinenhospital, Bürgerhospital, Olgahospital und Krankenhaus Bad Cannstatt (einschließlich Frauenklinik) zusammengeschlossen wurden. 2014 wurden das Olgahospital und die Frauenklinik in das Katharinenhospital integriert, bis Ende 2015 folgte das Bürgerhospital.
Das Bürgerhospital war spezialisiert auf Innere Medizin, Neurologie, Altersmedizin, Psychosomatische Medizin und Psychotherapie. Es verfügte 2012 über mehr als 300 Betten und versorgte fast 11.000 Fälle im Jahr. Das Personal bestand 2012 aus 100 Ärzten und 185 Pflegekräften. Es diente auch als akademisches Lehrkrankenhaus der Eberhard-Karls-Universität Tübingen.
Das Hospital ging aus dem Alten Spital hervor, das 1350–1366 neu erbaut wurde und den Namen St. Catharina Hospital erhielt. 1536 wurde das Hospital in das Dominikanerkloster bei der Hospitalkirche verlegt. 1820 wurde das Hospital in Bürgerhospital umbenannt. 1894 bezog das Hospital neue Gebäude am jetzigen Standort. Nach der Kriegszerstörung 1944 wurde es 1954–1959 wieder aufgebaut. Im Rahmen der Standortkonzentration wurde es ab Juni 2015 nach und nach in das Katharinenhospital (KH) bzw. das Krankenhaus Bad Cannstatt (kbc) integriert. Ende Dezember 2015 wurde der Krankenhausbetrieb im Bürgerhospital endgültig eingestellt.
Das Hospital war 2014–2015 in der ZDF-Serie Dr. Klein als Rosenstein-Kinderklinik zu sehen.

## Leistungsspektrum
Das Bürgerhospital war auf die folgenden Fachbereiche spezialisiert:
- Innere Medizin mit Diabetologie, Endokrinologie, Hämatologie und Onkologie,
- Neurologie mit Stroke Unit (Schlaganfalleinheit),
- Altersmedizin
- und Psychosomatische Medizin.

Das Zentrum für Seelische Gesundheit wurde 2012 vom Bürgerhospital ins Krankenhaus Bad Cannstatt verlegt.
Neben der stationären Patientenversorgung bot das Bürgerhospital mit mehreren Tageskliniken sowie ambulanten Beratungs- und Behandlungsangeboten individuelle Möglichkeiten für Diagnostik und Therapie.
Nach Abschluss der Standortkonzentration verbleibt im Bürgerhospital am bisherigen Standort Türlenstraße 22 (Bau 16a-c) des ehemaligen Zentrums für Seelische Gesundheit das Behandlungszentrum Stuttgart-Mitte mit den folgenden Fachbereichen:
- Sozialpsychiatrisches Zentrum für die Behandlung von chronisch psychisch kranken Menschen,
- Tagesklinik für Ältere
- Memory Clinic (Gedächtnissprechstunde)
- Suchtmedizinische Tagesklinik
- und Suchtmedizinische Ambulanz und Beratungsstelle.

Die bisherigen Bauten 5 und 6 der ehemaligen Psychiatrie dienen seit 2013 als Asylunterkunft. Im Sommer 2015 wurde auch der zentrale Bettenbau (Haus 2) von Asylbewerbern bezogen.

## Geschichte

### Altes Spital / St. Catharina Hospital
Der Vorläufer des Bürgerhospitals war das Alte Spital am Oberen Tor. Es wurde um 1350 von Graf Graf Ulrich IV. neu erbaut, später durch seine Gemahlin Gräfin Katharina von Helfenstein erneuert und 1366 vollendet. Das Spital erhielt nach der Hl. Katharina, seiner Namenspatronin, den Namen St. Catharina Hospital. Das Hospital war zur Aufnahme von Armen, zahlenden Pfründnern und Kranken bestimmt.

### Dominikanerkloster

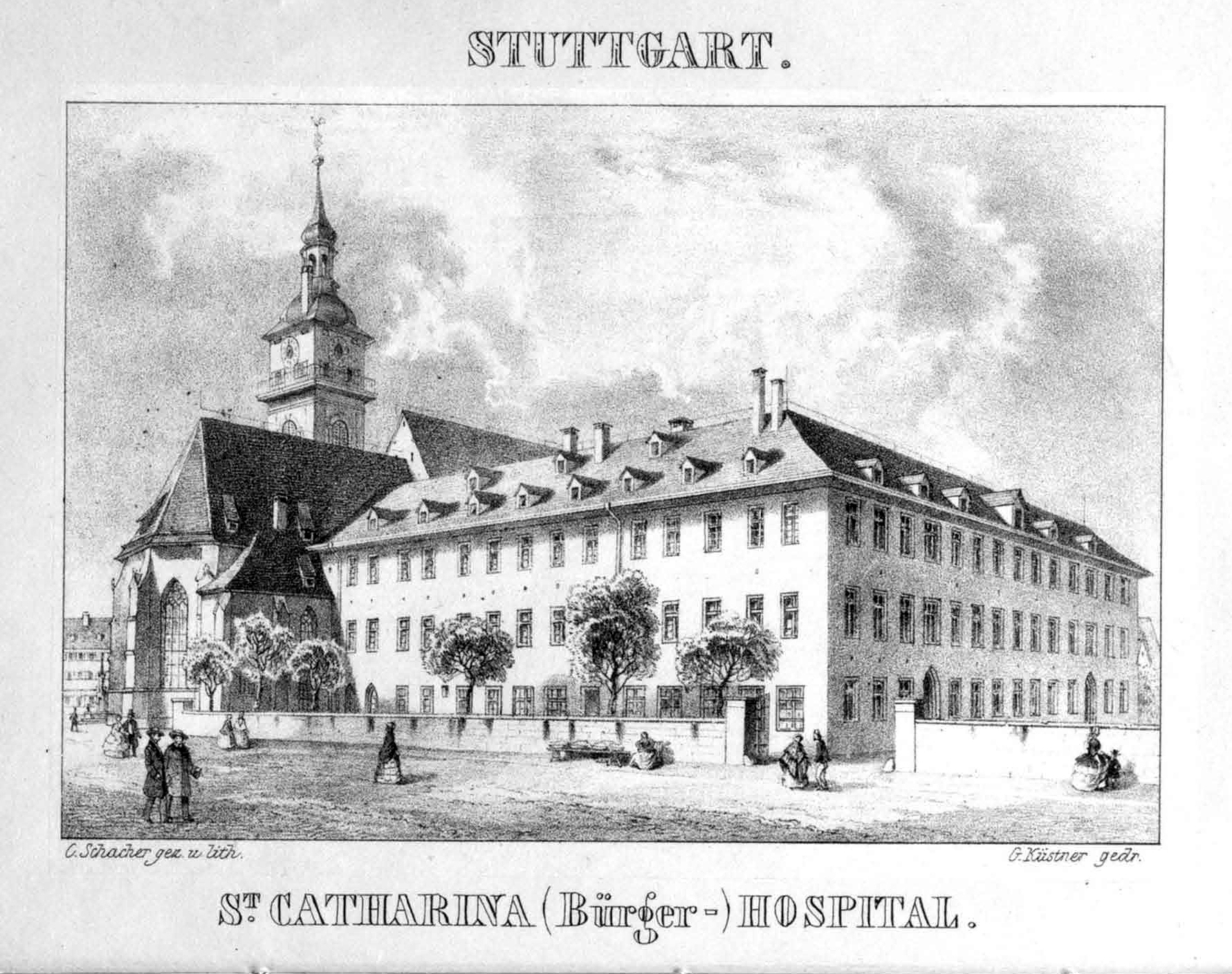
Hospitalkirche und St. Catharina Hospital im ehemaligen Dominikanerkloster, um 1850.
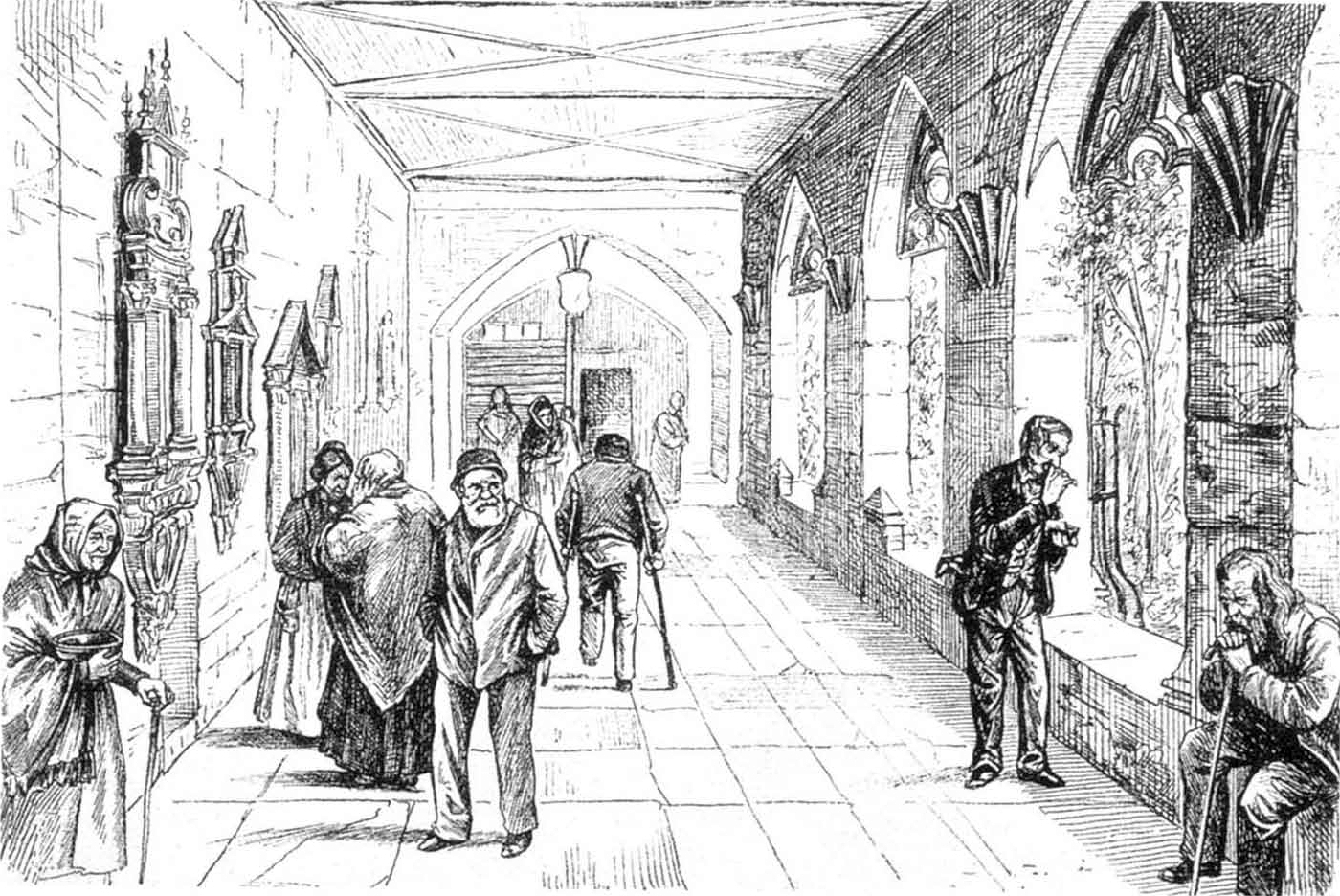
Bürgerhospitaliten beim Luftschnappen im Kreuzgang des ehemaligen Dominikanerklosters, um 1850.

Nachdem Herzog Ulrich in Württemberg die Reformation durchgesetzt hatte, wurde auch das Dominikanerkloster säkularisiert. 1536 ließ Herzog Ulrich das St. Catharina Hospital, später Bürgerhospital genannt, in das ehemalige Dominikanerkloster verlegen, wo es bis zum Bezug des Neubaus 1894 verblieb. Die Kirche des ehemaligen Klosters kam dadurch zu ihrem heutigen Namen Hospitalkirche.

### Altbau

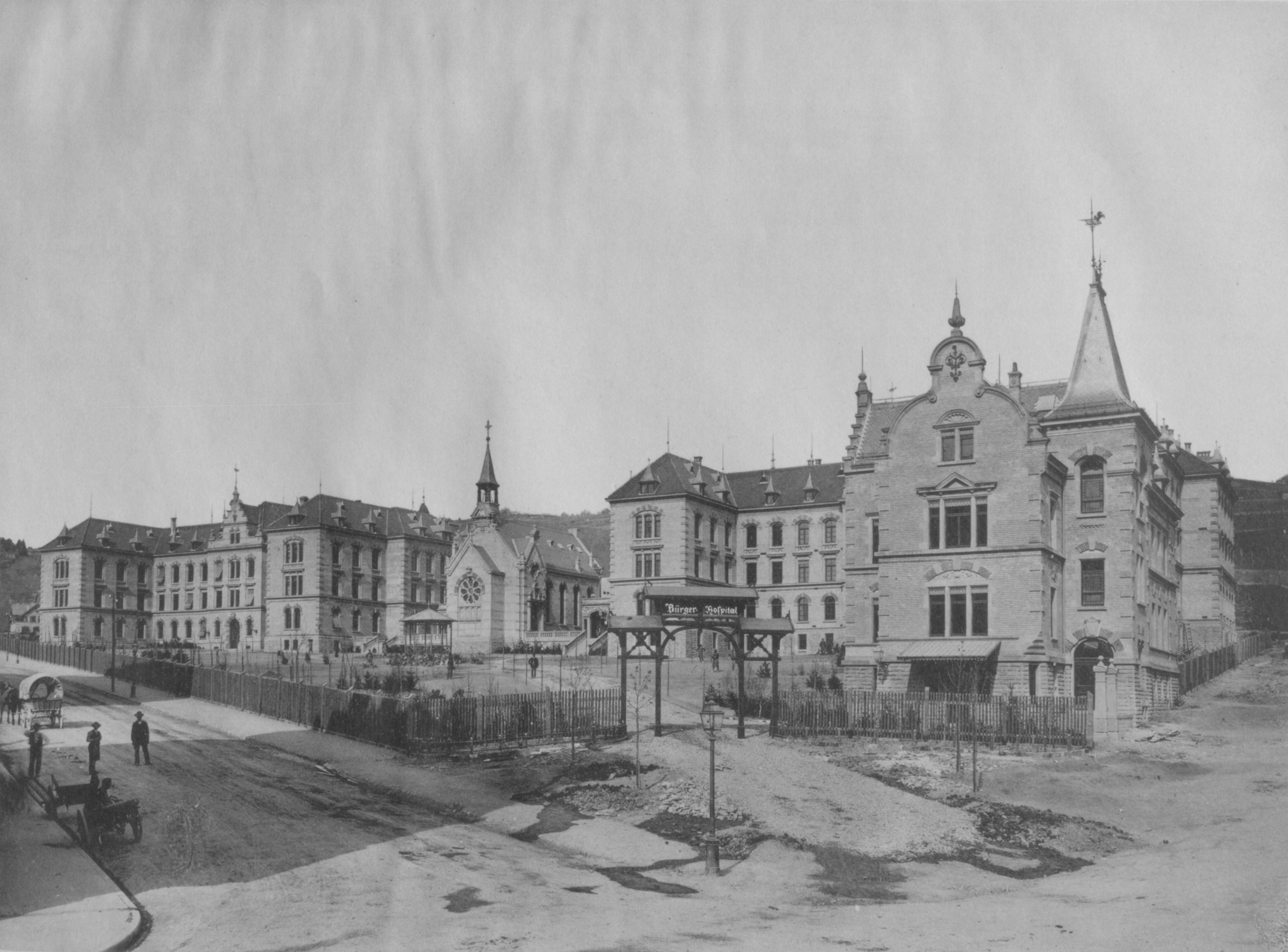
Links: Krankenbau, Mitte: Betsaal, rechts: Altersheim, 1894.
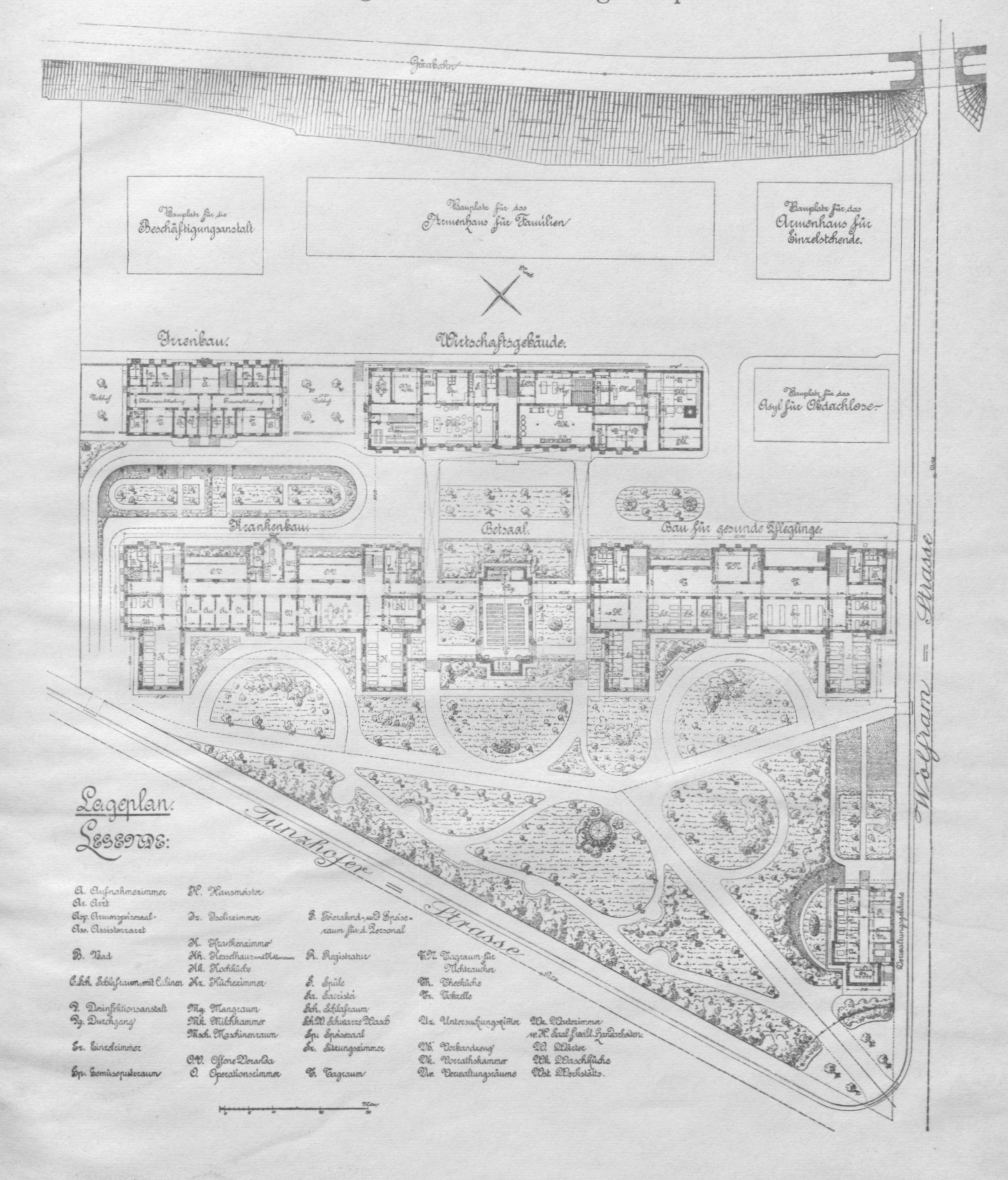
Grundriss, 1894.
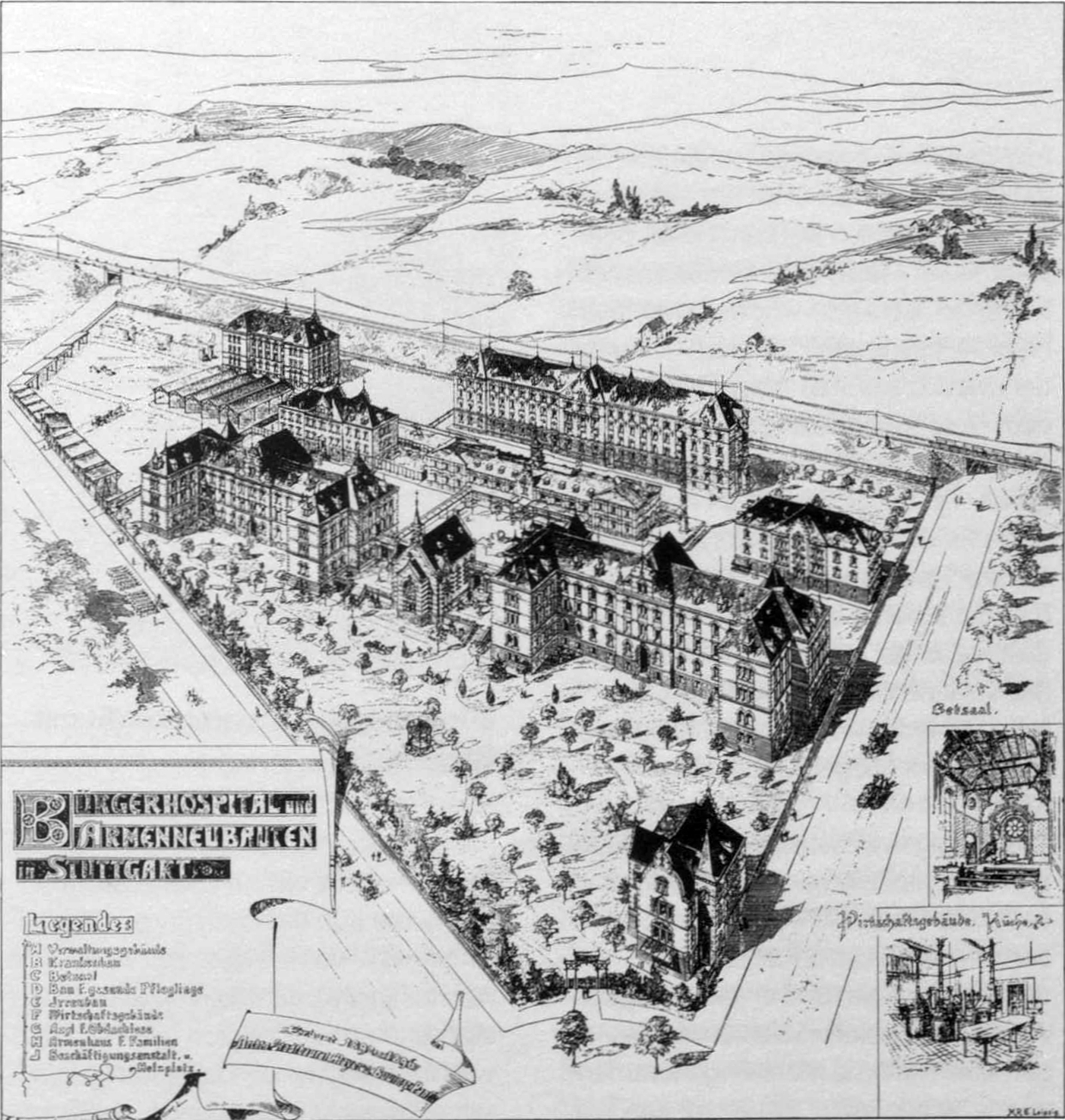
Krankenhausareal in Draufsicht, 1894.

Neben dem Bürgerhospital bestanden in Stuttgart bis zum Anfang des 19. Jahrhunderts noch andere, teils krankenhausähnliche Einrichtungen, darunter das Lazarett, das Seelhaus und das Siechenhaus. Diese Einrichtungen wurden 1813 dem Bürgerhospital unterstellt. Nach dem Gesetz über den Unterstützungswohnsitz von 1870 musste auch das Armenwesen der Stadt neu geordnet werden. Das Bürgerhospital wurde zu einer Anstalt der öffentlichen Armenpflege und hatte die „Versorgung armer, arbeitsunfähiger, siecher und blödsinniger, vorherrschend älterer, gebrechlicher Personen sowie zur Pflege geisteskranker Personen beiderlei Geschlechts“ zu gewährleisten.
Zur weiteren Durchführung der Armengesetzgebung wurde 1889 die Zusammenlegung des Bürgerhospitals, der Armenbauten, der Beschäftigungsanstalt und des Asyls für Obdachlose auf dem Platz zwischen der Tunzhofer Straße und der Wolframstraße und der Bahnstrecke Stuttgart–Horb beschlossen. Mit der Planung wurden die Architekten Schmid & Burkhardt betraut. Der Bau begann im Mai 1892 und wurde nach nur zweijähriger Bauzeit im Mai 1894 mit der Einweihung abgeschlossen. Der weitläufige neue Krankenhauskomplex bestand aus einem Krankenbau (175 Betten), einem Betsaal (Kapelle) und einem Altersheim (200 Plätze), die zusammen an der Stelle des heutigen Bau 2 einen Gebäuderiegel bildeten, und verschiedenen Verwaltungs-, Versorgungs- und Personalwohngebäuden. Zum Krankenhausgelände gehörte ein Park zwischen der Tunzhofer Straße und dem heutigen Bau 2, der in anderer Gestaltung, aber mit dem alten Baumbestand noch heute besteht. 1896 wurden die „Armenbauten“ fertiggestellt, die über 500 Menschen Platz boten. 1914 bis 1916 wurde das Hospital um Bau 5 und 6 für die neurologisch-psychiatrischen Abteilung erweitert.

### Neubau
| Legende |                        |
| 1       | Personalwohngebäude    |
| 2       | Hauptgebäude           |
| 5       | Asylunterkunft         |
| 6       | Asylunterkunft         |
| 7       | Personalwohngebäude    |
| 8       | Kesselhaus             |
| 11a     | Personalwohn-          |
|         | und Wirtschaftsgebäude |
| 11b     | Küchengebäude          |
| 12      | Personalwohn-          |
|         | und Funktionsgebäude   |

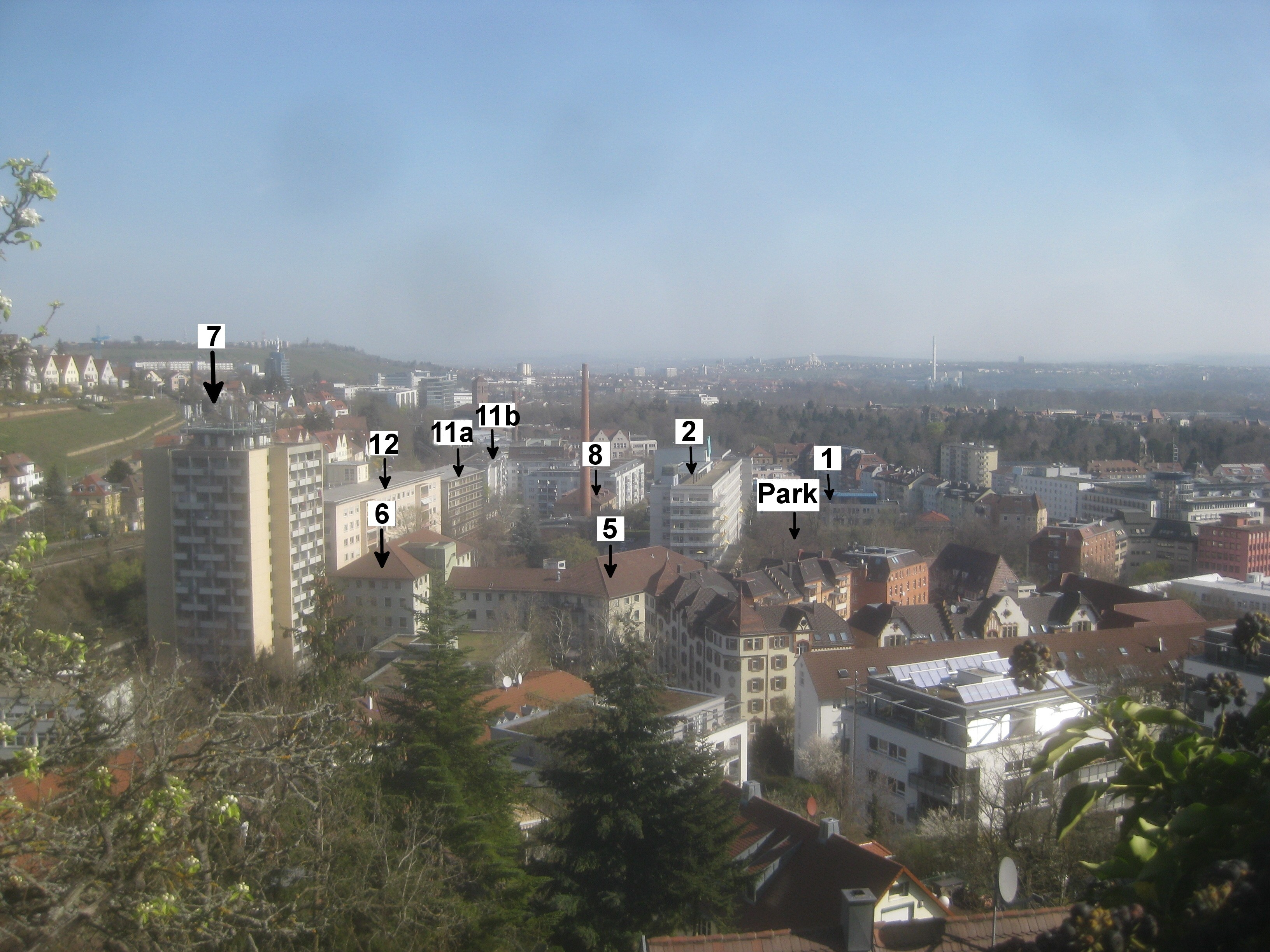
Ansicht von Südwesten, 2014.

Nach der Kriegszerstörung 1944 wurde das Bürgerhospital nach den Plänen der Architekten Hans Herkommer und Jörg Herkommer in den Jahren 1954–1959 neu aufgebaut. Die Neubauten umfassten eine Innere Klinik, eine Nervenklinik, eine Geriatrische Klinik und eine Strahlenklinik. Dazu kamen Verwaltungs- und Versorgungsgebäude und 1965 ein 15-stöckiges Hochhaus für Krankenhausmitarbeiter an der Türlenstraße.
Der Park zwischen der Tunzhofer Straße und dem Bau 2 blieb mit seinen Grünflächen und Baumsolitären (Buche, Ginkgo, Eibe, Linde, Magnolie, Platane, Lederhülsenbaum), die noch aus der Bauzeit des Altbaus stammen, als attraktiver Erholungsort für Patienten und Krankenhausmitarbeiter erhalten.

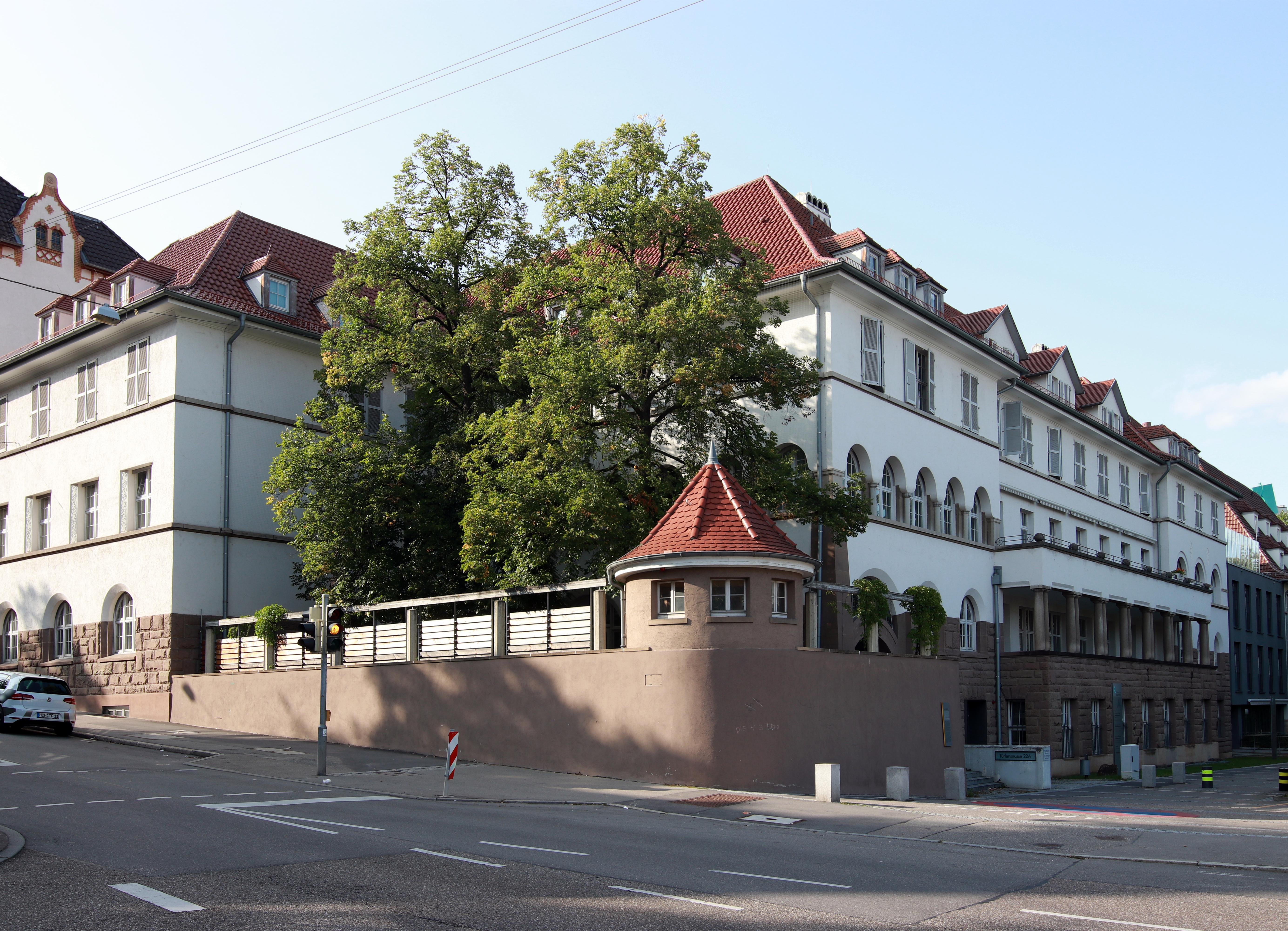
Zentrum für Seelische Gesundheit, Türlenstraße 22A.
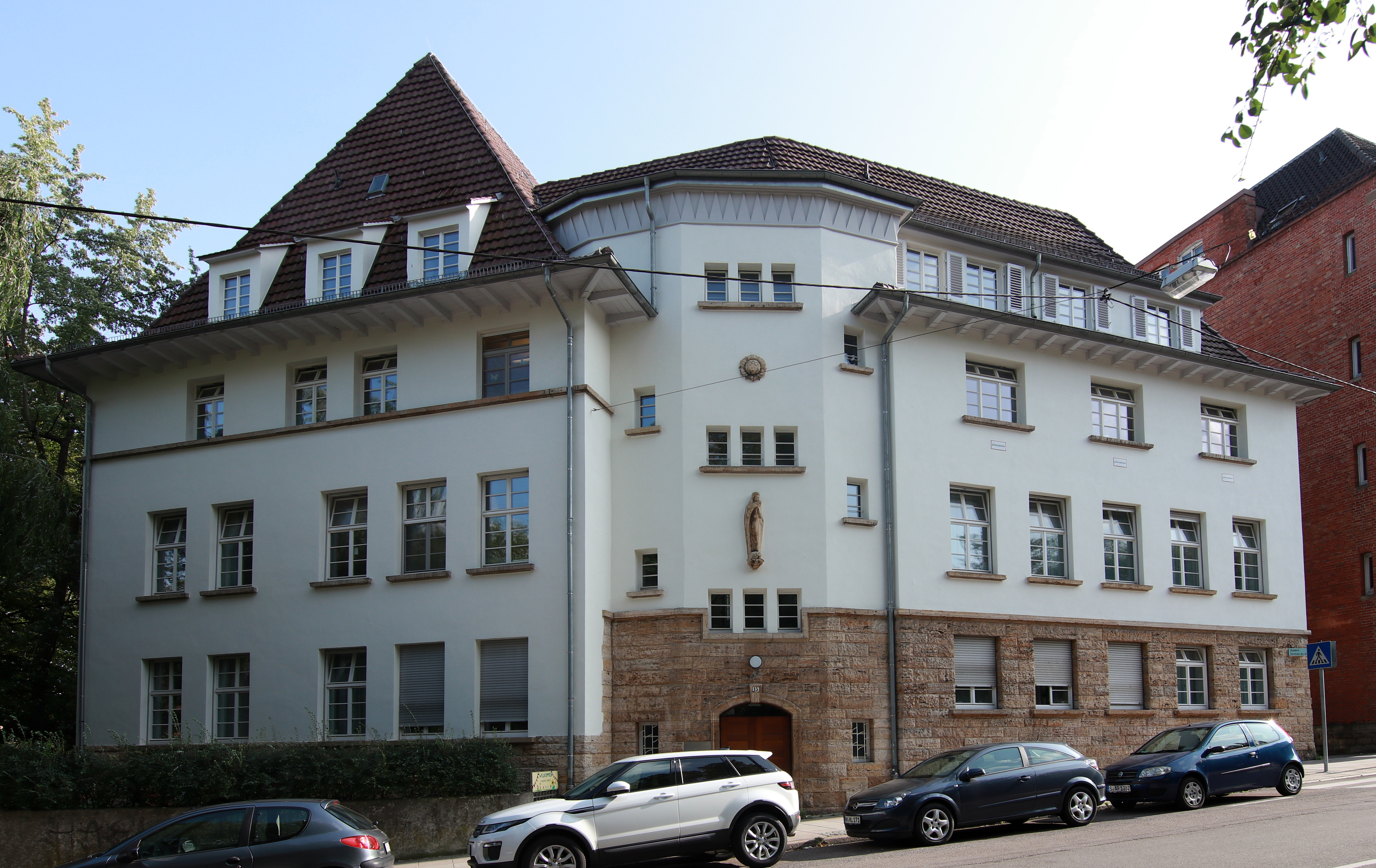
Zentrum für Seelische Gesundheit, Tunzhofer Straße 15.

## Kunst am Bau
| Bild | Künstler              | Werk | Jahr | Koordinaten |
| ---- | --------------------- | --- | ---- | ----------- |
|      | Max Verch (1897–1961) | Lesender Halbliegende männliche Figur am Teich, Rasenanlage zwischen Bau 5 und Bau 6. Literatur: #Hofmeister 1987, Seite 92.                                                                                | 1954 | Karte       |
|      |                       | Liegende Patienten Liegende Patienten, Wandrelief, Bau 2, Eingangsbereich. |      | Karte       |
|      |                       | Madonna Madonna mit Kind, Wandfigur, über dem Eingang zum Bau Tunzhofer Straße 15. |      | Karte       |
|      |                       | Drei Gebrechliche Personen Drei Gebrechliche Personen, hochrechteckiges Wandrelief, Bau 2, Rückseite. |      | Karte       |
|      |                       | Mutter, Sohn und Tochter Mutter führt Sohn und Tochter, Blechsilhouette umgeben von Gitterwerk, sichelförmige Supraporte über dem Eingang zu Bau A des Zentrums für Seelische Gesundheit, Türlenstraße 22A. |      | Karte       |
|      |                       | Mutter und Kind Skulptur, links neben Bau A des Zentrums für Seelische Gesundheit, Türlenstraße 22A. |      | Karte       |
|      |                       | Vogel Vogel, Bronzeskulptur, im Park vor dem Haupteingang von Bau 2. |      | Karte       |

## Persönlichkeiten
Zu den Persönlichkeiten, die am Bürgerhospital Stuttgart gewirkt haben, gehören unter anderem Dieter Dennig, Ludwig Friedrich Griesinger, Paul Kemmler, Rüdiger Krauspe, Peter Kutter, Joachim Schröder, Hans Jörg Weitbrecht und Albrecht Wetzel.